# Obligación de objeto múltiple
Obligación de objeto múltiple, de objeto plural, de objeto compuesto, con pluralidad de objetos, compuesta u objetivamente compleja es aquella obligación en que se deben varias cosas, existen varios objetos adeudados. Por ejemplo, la obligación del comprador de pagar por el establecimiento completo y sus acciones al vendedor. La obligación de objeto múltiple se opone a la obligación de objeto único.

## Clases
- Obligación acumulativa.
- Obligación alternativa.
- Obligación facultativa.